# Västra malmen, Mörbylånga kommun
Västra malmen är en bebyggelse, belägen utefter länsväg H 957 i Norra Möckleby socken i Mörbylånga kommun. Från 2015 avgränsar SCB här en småort.